# Oxytropis rubricaudex
Oxytropis rubricaudex là một loài thực vật có hoa trong họ Đậu. Loài này được Hulten miêu tả khoa học đầu tiên.